# Günter Paul (Wissenschaftsjournalist)
Günter Paul (* 1946 in Lüneburg) ist ein deutscher Wissenschaftsjournalist.
Günter Paul studierte Physik und Astronomie in Bonn und wurde dort 1979 promoviert (Dreidimensionale Struktur in der Erdexosphäre auf der Basis ballistischer Transportphänomene). Er war von 1979 bis 2011 in der Redaktion Natur & Wissenschaft der Frankfurter Allgemeinen Zeitung.
Sein Schwerpunkt als Journalist waren Astronomie und Physik. Er war Ausbilder für Wissenschaftsjournalismus in der FAZ-Redaktion Natur & Wissenschaft. Er veröffentlichte Bücher über die Suche nach Außerirdischen, Fernerkundung der Erde mit Satelliten und militärische Aufrüstung im Weltraum.
2011 erhielt er die Medaille für naturwissenschaftliche Publizistik der Deutschen Physikalischen Gesellschaft (DPG).

## Schriften (Auswahl)
- Die Phase der 27-Tage-Variation [Siebenundzwanzig-Tage-Variation] in der Hochatmosphäre, München : Zentralstelle für Luft- und Raumfahrtdokumentation und -information, ZLDI, Deutsche Forschungs- u. Versuchsanst. f. Luft- u. Raumfahrt e. V., 1973
- Die dritte Entdeckung der Erde. Das neue Ziel der Raumfahrt, Econ 1974
- Unsere Nachbarn im Weltall. Auf der Suche nach außerirdischen Intelligenzen, Econ  1976
- Aufmarsch im Weltall:  die Kriege der Zukunft werden im Weltraum entschieden, Bonn: Keil 1980
- mit Knut Urban (Hrsg.): Physik im Wandel: Welten im Kopf, EVA 2000